# برنارد فرانك (صحفي)
برنارد فرانك (بالفرنسية: Bernard Frank)‏ هو ناقد أدبي وصحفي فرنسي، ولد في 11 أكتوبر 1929 في نويي-سور-سين في فرنسا، وتوفي في 3 نوفمبر 2006.